# Fox Island

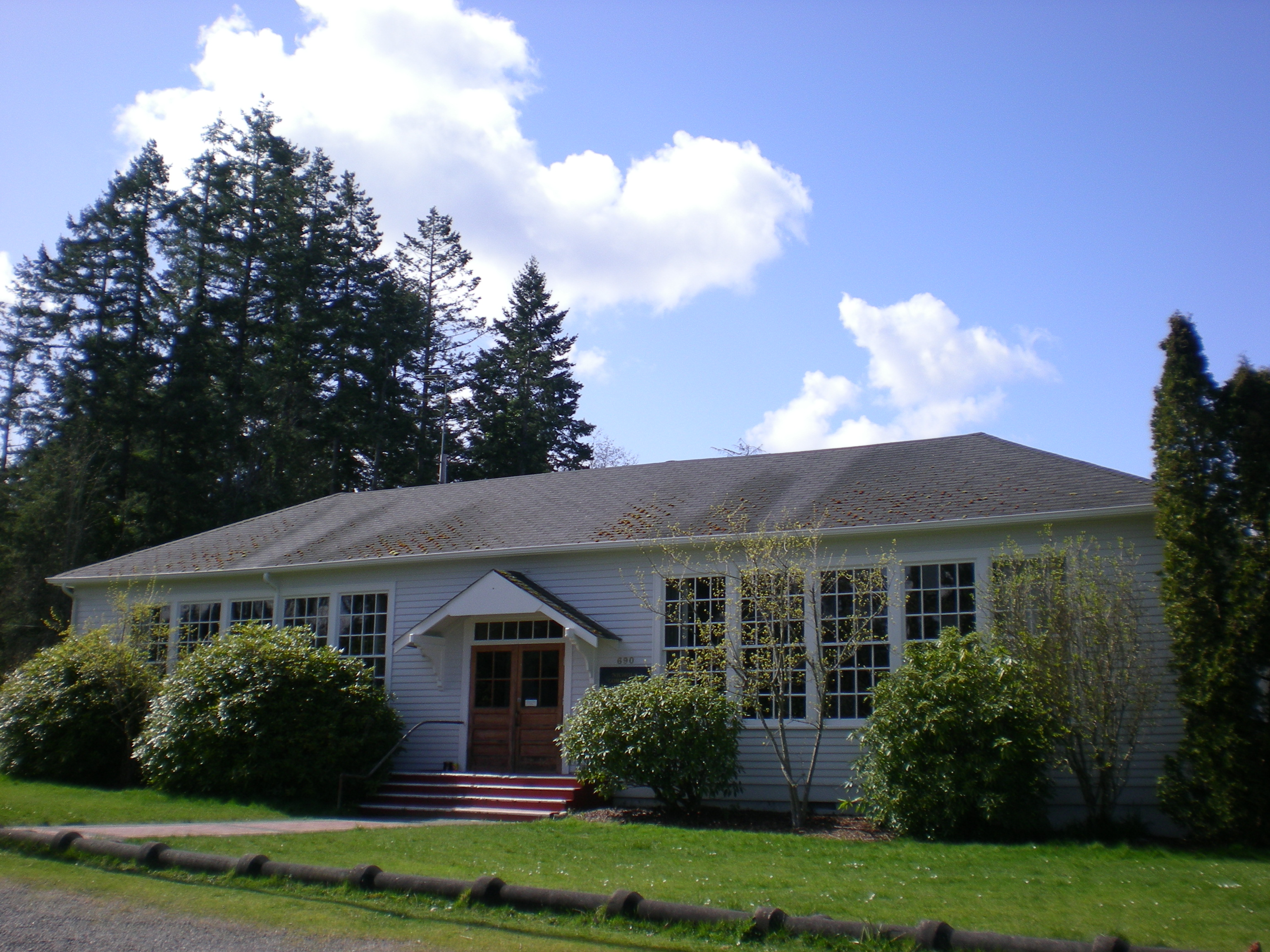
Historická škola na ostrově.

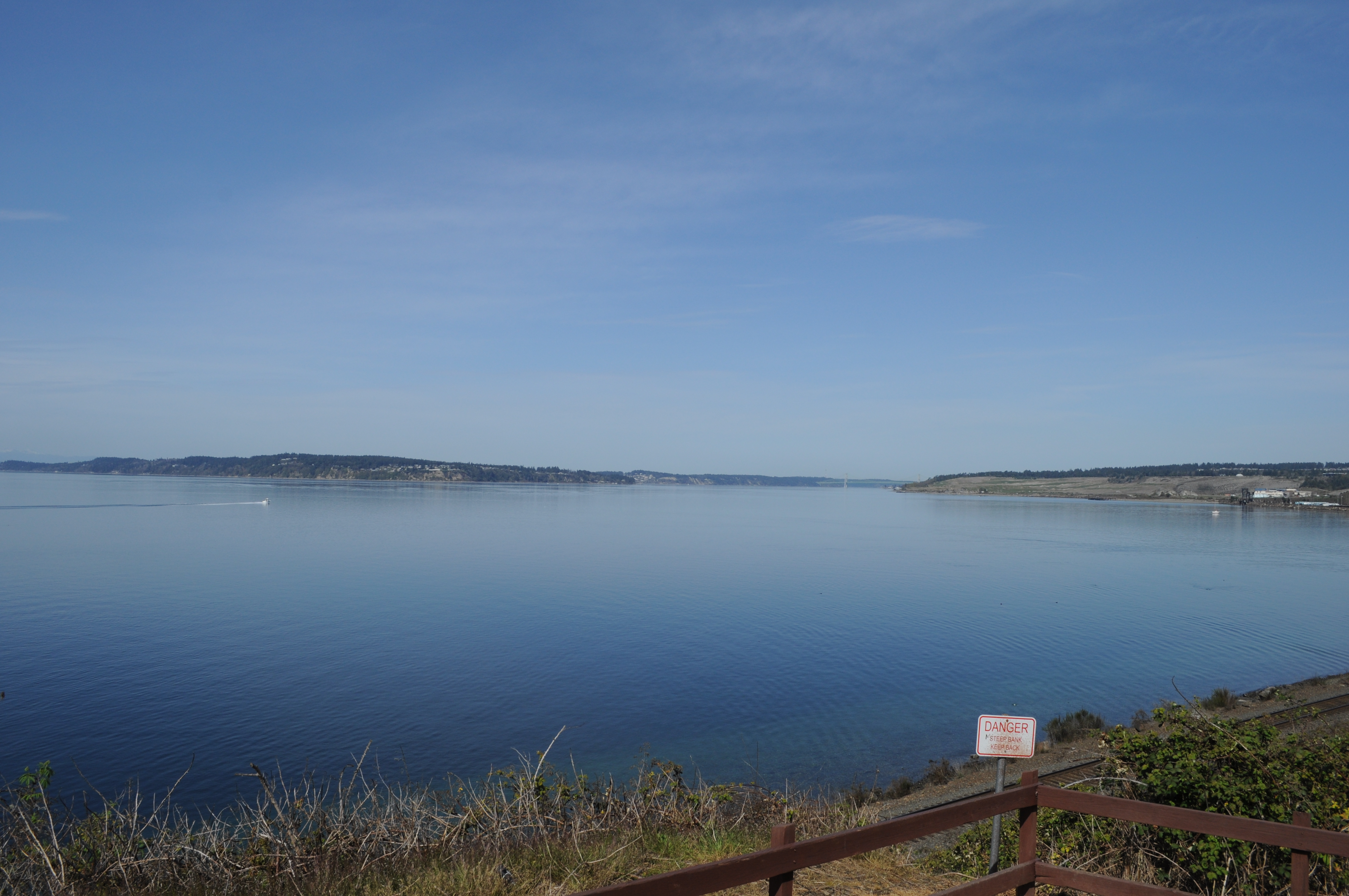
Pohled na ostrov (vlevo), Kitsapův poloostrov (v pozadí) a most spojující jej s pevninou, Tacoma Narrows Bridge, z města Steilacoom.

Fox Island je obec na Foxově ostrově v okrese Pierce v americkém státě Washington. Foxův ostrov se nachází v Pugetově zálivu, zhruba deset kilometrů jižně od města Gig Harbor. Ostrov pojmenoval při své expedici na západ Charles Wilkes po jednom z expedičních lékařů, J. L. Foxovi. V roce 2010 obec obývalo 3 633 obyvatel.

## Historie
V roce 1792 se Peter Puget vydal s částí Vancouverovy expedice prozkoumat jih Pugetova zálivu. Po setkání s indiány, které Puget ukončil varovným vypálením z ručnice, expedice přistála na Foxově ostrově, kde se utábořila na noc.
V roce 1856, při Válce o Pugetův záliv bylo na ostrov přemístěno celkem 500 příslušníku nezaujatého indiánského kmene Pujalupů a nezaujaté části kmene Nisqolijů. John Swan byl nasazen jako dozorce indiánského tábora a distributor potravy pro indiány od teritoriální vlády. Na začátku ledna 1856 připluli nepřátelští indiáni v čele s náčelníkem Leschim na kanoích a věřili Swanovi, že se jedná o jednání, jak válku vyřešit. Poté, co se indiáni dostali na ostrov, připlul k ostrovu kapitán Maurice Maloney s parníkem Beaver, kterým měl odvézt Swana do bezpečí. Zapomněl ale nalodit do parníku vyloďovací čluny, takže nemohl na ostrov nikoho poslat. Zatímco Maloney přemýšlel, co udělá, Swan se dostal k parníku pomocí kánoe. Swan Maloneymu vzkázal, že se vše zatím odehrává bez násilí a ať nikoho na ostrov neposílá. Slíbil ale, že se vrátí, a tak svůj slib také dodržel. Maloney se tedy vrátil na pevninu, do města Steilacoom, kde nastoupil na parník USS Active, povolal do práce několik dalších vojáků a vydal se směrem Seattle, kde chtěl nakoupit houfnici, což se mu ale nepovedlo. Poté se vrátil na Foxův ostrov, odkud chtěl Swana zachránit, jenže vrátil se až třicet hodin po příjezdu indiánů, a to už všichni svěřenci náčelníka Leschiho z ostrova zmizeli.
V srpnu 1856 bylo po válce a guvernér Isaac Stevens se rozhodl navštívit indiány utábořené na ostrově s cílem znovu projednat smlouvu z Smlouvu z Medicine Creeku z roku 1854, která hrála důležitou roli na konci konfliktu. Stevens s indiány souhlasil na požadavcích a přemístil je do větších rezervacích na pevnině.
První běloši se na ostrově usadili ještě téhož roku, jednou z prvních realitních transakcí byl prodej 22,6 hektaru půdy za 118 amerických dolarů v roce 1881. V roce 1908 bylo na celém ostrově již 60 domů.
Velikou změnu pro zdejší komunitu představoval rok 1954, kdy byl dokončen most Fox Island Bridge, díky němuž bylo možno dostat se z ostrova na pevninu pouze za využití silnic. Ostrované tak měli lepší přístup k podnikům, školám a lékařům mimo ostrov. V roce 1956 zde žilo 120 obyvatel, do roku 2000 toto číslo vzrostlo na 2 800 a pomalu roste dále.
V dubnu 1988 vyjela z vody na ostrov jaderně poháněná americká ponorka, krátce po ponoru do periskopové hloubky. Tehdy plavidlo operovalo v Carrově úžině na testech hluku ponorek poté, co byly provedeny výrazné opravy. Jednalo se o ponorku USS ''Sam Houston'' (SSBN-609), kterou řídil palubní důstojník poručík Jeffrey H. McClellen, později kvůli havárii přezdívaný „Citronová hlava“, a které velel její kapitán velitel Philip J. Keuhlen, oba absolventi Americké námořnické akademie. Ponorka zůstala na mělčině po dobu osmi hodin, dokud se nevrátil příliv a dokud nebyla odtažena remorkéry. Trup ponorky musel být opraven v suchém doku v Námořní ponorkové základně Bangor.
V posledních letech se ostrov stal bohatým předměstím města Gig Harbor a díky mostu Tacoma Narrows Bridge také Tacomy. Tomu pomáhá velký počet realit umístěných přímo na pobřeží a také poloha ostrova mezi Olympijským pohořím a sopkou Mount Rainier - většina domů na ostrově tedy nabízí úchvatné výhledy na okolní krajinu. Podle důchodu na hlavu se tak jedná o 29. nejbohatší obec ve státě Washington.

## Geografie
Z celkové rozlohy 16,6 km² tvoří až 18 % vodní plocha. Od pevniny ostrov odděluje Halova úžina, na jihozápadním pobřeží se nachází Carrova úžina. Na severu ostrova se nachází přístav a okolní vody jsou využívány k rybaření a potápění.

## Demografie
Ze 3 663 obyvatel, kteří v obci žili roku 2010, tvořili 93 % běloši, 1 % Asiaté a necelé 1 % původní obyvatelé. 3 % obyvatelstva byla hispánského původu.